# Fysiokrater
Fysiokraterne (græsk) var en gruppe franske naturretsfilosoffer, som spillede en betydningsfuld rolle i oplysningstiden, i 1700-tallet.
Som alternativ til den rådende merkantilistiske politik argumenterede fysiokraterne for fri konkurrence uden statsindgreb. Fysiokraterne betragtede økonomien som et selvregulerende system (græsk: physis = natur og kratos = styre). De betragtede landbruget som den eneste produktion der reelt kunne forøge en stats rigdom.
Under sit besøg i Paris i 1760'erne blev Adam Smith inspireret af fysiokraterne. Det var denne inspiration han senere udmøntede i hovedværket Om nationernes velstand fra 1776, An Inquiry into the Nature and Causes of the Wealth of Nations (dansk oversættelse 1779-80).

## Oprindelse
Fysiokraterne, tilhængere af fysiokratiet (naturens herredømme) er betegnelsen for en i midten af 18. århundrede opstået og i alt væsentligt endnu før den franske revolution afsluttet retning eller skole inden for den samfundsvidenskabelige tænkning og politik. Retningens ophavsmand var den irskfødte men i Frankrig virkende Richard Cantillon, men bevægelsens fører og betydeligste ånd var lægen og socialfilosoffen François Quesnay, og den tog sit udgangspunkt i de af ham første gang i artiklerne Fermiers og Grains i den store "Encyklopædi" fremsatte anskuelser, som atter havde deres rod i den nærmest foregående tids naturfilosofi, navnlig således som denne blev formuleret af Hume. Fysiokraterne forfægtede at naturlovenes gyldighed også måtte udvides til at gælde menneskesamfundene; denne opfattelse gennemfører de i deres forklaring såvel af de retslige, moralske og politiske som af de sociale og økonomiske forhold, og den resumeres som i et program i følgende motto, forfattet af Quesnay til det af hans elev Dupont de Nemours 1767 udgivne udvalg af hans værker: Ex natura jus, ordo et leges, ex homine arbitrium, regimen et coercitio (Fra naturen kommer retten, (samfunds?)ordenen og lovene, fra mennesket domme, magt og tvang).
Ordet fysiokrati findes første gang benyttet på titelbladet til dette samleværk, og benævnelsen findes ikke anvendt før 1799. Selv kaldte retningens talsmænd sig économistes (samfundsøkonomer), og som sådanne betegnede de en skarp opposition mod merkantilismen og dens beskyttelsespolitik. Fysiokraterne opnåede at få en epokegørende betydning ved at forberede det endelige gennembrud af den helt systematiske og selvstændige økonomiske videnskab, der fandt sted med Adam Smiths The Wealth of Nations (Nationernes Velstand, 1776) – et værk, som direkte støttede sig på deres frigørende kritik såvel som deres positive forslag til økonomiske og politiske reformer.

## Hovedtanker
Fysiokratisme’s grundsætninger forelå første gang programmæssig udviklet i Quesnay’s skrift Tableau économique (Versailles 1757); de var i det væsentlige følgende:
1. ene og alene ved at øge udbyttet af jorden vil man være i stand til at forøge nationalvelstanden;
2. industri og handel forøger varernes værdi kun med arbejdsomkostningerne. Da de i sig selv intet overskud afgiver, er de uproduktive;
3. da alene jordens udnyttelse — det vil i videste forstand sige alle naturalnæringsveje — frembringer et virkeligt overskud (produit net) som samfundets vinding, bør den hele beskatning falde tilbage på dette; en eneste skat pålagt grundejendommen, al rigdoms kilde, er derfor at anbefale;
4. en kunstig opdreven forøgelse af landets møntforråd fører kun til dettes nedgang i værdi, må derfor frarådes; og endelig
5. da samfundets økonomiske forhold er underkastet faste, almengyldige, efter deres væsen uforanderlige naturlove, kan ethvert indgreb fra samfundsmagtens side i det økonomiske liv for at modvirke disse love kun virke hæmmende eller skadelig; heraf fysiokraternes, angivelig af Gournay formulerede maksime: laissez faire, laissez passer! (produktion og handelsomsætning bør foregå frit!).

Regeringen burde ifølge fysiokraterne indskrænke sig til at befæste og opretholde den indre og ydre sikkerhed, betrygge frihed og ejendomsret samt at fjerne skrankerne for de økonomiske kræfters uhæmmede udfoldelse. De fordrede i overensstemmelse med disse grundsætninger ophævelse af alle, først og fremmest indre, toldgrænser, lige som også af privilegier, monopoler og de fra lensvæsenet nedarvede byrder. Politisk og socialt banede de vej for liberalismen, økonomisk for industrisystemet, i de internationale forhold for tanken om at søge stridigheder mellem de ulige nationer udjævnede ved en voldgiftskendelse af en samtlige stater overordnet domstol. Fysiokraternes anbefalinger var således i vid udstrækning rettede mod de vanskeligheder som fandtes i det samfund hvor teorierne udvikledes. Lige som fysiokraterne første gang samlede de økonomiske og sociale foreteelser under een synsvinkel, opstillede de også først læren om at harmonien mellem samfundets og individets interesser fremkaldes af sig selv dersom samfundet overlades til sin fri udvikling; de kom herved ikke alene i stærk modstrid med den herskende konservative, merkantilistiske magtpolitik, men også med Rousseau’s og Hobbes’ radikale samfundsteorier. Fysiokraterne har ved deres konkrete undersøgelser grundlagt befolkningslæren, ligesom de ved deres nye, samfundsmæssige synspunkter må siges at være forløbere for den moderne socialvidenskab, sociologien.

## Betydning
Fysiokraternes lære havde allerede hos Quesnay udviklet til noget nær fuldstændig, systematisk afsluttethed; og så ubetinget blev denne lære antaget af hans tilhængere at disse af modstandere spottende kaldtes en secte (fx Voltaire’s satire i L’homme aux quarante ecus). De mest fremtrædende fysiokrater var, ved siden af Quesnay — som forøvrigt selv ikke udfoldede nogen ivrigere propaganda for sine knapt formulerede læresætninger — Dupont de Nemours, Mirabeau den Ældre, Mercier de la Riviére, Le Trosne, Saint-Peravy og Abbed Baudeau; den sidste fik navnlig betydning ved sit tidsskrift Ephémérides du Citoyen, retningens vigtigste organ. Turgot stod fysiokraterne nær, men hævede sig både i sine skrifter og i sin praktiske reformpolitik ud over skolens, af en temmelig stram doktrinarisme indsnævrede ramme. Uden for Frankrig fandt fysiokraterne ikke mange tilhængere; de mest bekendte af disse er schweizeren Iselin, af tyskere Schlettwein, der satte markgreve Karl Frederik af Baden i forbindelse med de toneangivende franske fysiokrater, Mauvillon og Schmalz, af italienere Neri, Delfico og Gennaro. I Sverige fandt den tilslutning hos A. Wappengren og C. F. Scheffer, den svenske minister i Paris, politiker, rigsråd og informator for Gustav 3. I England, hvor Adam Smith snart efter fysiokraternes blomstringstid definitivt overvandt deres ensidighed, fandt de ingen jordbund. Derimod er det muligt at fysiokraterne har inspireret til de danske landboreformer.